# Про нарцисизм
Про нарцисизм (нім. Zur Einführung des Narzißmus) — есей 1914 року Зиґмунда Фройда, засновника психоаналізу.
У цій статті Фройд підсумовує свої попередні дискусії на тему нарцисизму, розглядає його місце в сексуальному розвитку та досліджує глибші проблеми зв’язку між Его та зовнішніми об’єктами, переглядаючи теорію лібідо, щоб провести нове розмежування між «его-лібідо» та «об'єкт-лібідо». Цей есей примітний тим, що в ньому введено ідею «его-ідеалу» та пов’язаного з ним агента самоспостереження, який пізніше буде розвинений як концепція суперего.
Фройд також розглядає цю концепцію у зв'язку зі своїми суперечками з теоріями Карла Юнга та Альфреда Адлера. Одним із його мотивів для написання есею було, ймовірно, запропонувати концепцію нарцисизму як альтернативу несексуальному «лібідо» Юнга та «чоловічому протесту» Адлера.

## Первинний і вторинний нарцисизм
Фройд постулює універсальний «первинний нарцисизм», який є фазою сексуального розвитку в ранньому дитинстві (описаний у попередній роботі як необхідний проміжний етап між аутоеротизмом і любов’ю до об’єкта, любов’ю до інших). Частини цього «самолюбства» або его-лібідо на пізніших стадіях розвитку виражаються назовні або «спрямовуються» на інших.
Значною мірою в результаті своїх спостережень над особливою природою ставлення шизофреніків до себе та світу він також постулює «вторинний нарцисизм». Відзначаючи, що двома основними якостями таких пацієнтів були манія величі та відмова від реального світу людей і речей, він припускає, що: «лібідо, яке було відірвано від зовнішнього світу, було спрямоване на его, і таким чином породжує до ставлення, яке можна назвати нарцисизмом». Це вторинний нарцисизм, оскільки це не нове творіння, а збільшення вже існуючого стану (первинний нарцисизм).

## Его-лібідо та об'єкт-лібідо
До цього есею теорія лібідо була зосереджена на «об’єктних катексах» — еманаціях і зникненнях лібідо щодо об’єктів та інших. Тут Фройд вперше зосереджується на антитезі між его-лібідо та об'єктним лібідо, зазначаючи, що «що більше використовується одне, то більше виснажується інше». Найбільш екстремальною формою об’єктного лібідо є стан закоханості: на протилежному кінці шкали знаходиться параноїчна фантазія. У стані первинного нарцисизму ще належить розрізнити дві форми психічної енергії. Лише коли є об’єкт-катексис, стає можливим «відрізнити сексуальну енергію — лібідо — від енергії его-інстинктів».